# Hamburg-Hymne
Die Hamburg-Hymne Stadt Hamburg an der Elbe Auen, auch Hammonia genannt, ist die Hymne der Freien und Hansestadt Hamburg.
Das 1828 entstandene Lied wird als Landeshymne auch bei offiziellen Anlässen des Stadtstaates verwendet. Wie die meisten anderen Landeshymnen ist sie jedoch nicht gesetzlich geregelt oder unter Schutz gestellt, hat also rechtlich einen inoffiziellen Charakter. Der Refrain endet mit Hammonia, einer latinisierten Form des Namens Hamburg.

## Geschichte

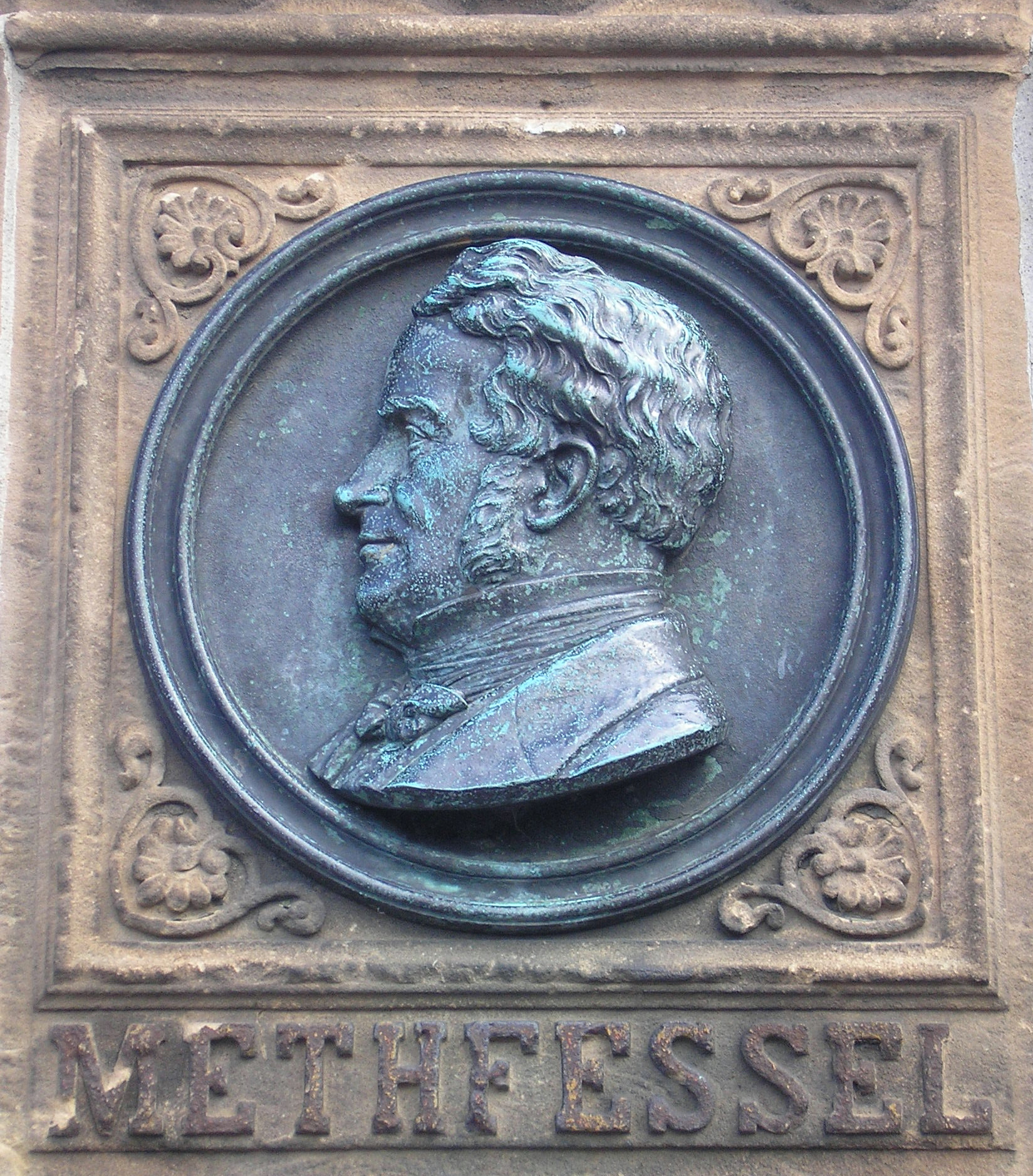
Komponist Albert Methfessel. Porträt-Relief im Geburtsort Stadtilm (Thüringen)

Beruhend auf einem Text von Georg Nikolaus Bärmann komponierte Albert Methfessel eine heitere, doch würdige Melodie, die er erstmals am 19. April 1828 der von ihm begründeten Hamburger Liedertafel vorstellte. Der Männerchor, heute der älteste in Hamburg, bestand zu diesem Zeitpunkt gerade fünf Jahre.
Am 29. September 1828 wurde die spätere Hamburg-Hymne im neuen Hamburgischen Stadt-Theater erstmals öffentlich aufgeführt. Das Lied bildete den Schlussgesang in dem Stück Bürgertreue, einem vaterstädtischen Schauspiel von Georg Nikolaus Bärmann, das anlässlich des 300. Jahrestags der Reformation in Hamburg und der bürgerlichen Verfassung (Langer Rezess 1529) aufgeführt wurde. Anders als dem patriotischen Epos, welches bald wieder in Vergessenheit geriet, erging es dem Schlusslied. Insbesondere eine umgestaltete und von sieben auf vier Strophen gekürzte Version setzte sich als Hymne bei offiziellen Anlässen durch und wurde als solche seit 1890 verwendet. Die Veränderung beruhten zum Teil auf politischen Gründen, zudem wurde eine kürzere Spieldauer als praktikabler erachtet.

## Das Lied in der Zeitgeschichte
Helmut Käutner ließ im Film Große Freiheit Nr. 7 in einer Kneipenrunde Hamburger Lieder singen, und als endlich alle die Hammonia-Hymne anstimmen, bricht Hans Albers sie nach „wie bist du stattlich anzuschauen“ bitter ab, was nach der Operation Gomorrha – den britischen Luftangriffen auf Hamburg von 1943, welche die Stadt großteils bis zur Unkenntlichkeit in Schutt und Asche legten – als politische Aussage bewertet werden kann, die dennoch die seinerzeitige Zensur passierte.
Alexander von Schlippenbach nahm die Hymne 1974 als Ausgangspunkt für eine Komposition für das
Globe Unity Orchestra und den Rundfunkchor des NDR. Dafür zerlegte er Methfessels Hymnus „in sämtliche Bestandteile“, um ihm „Elemente abzugewinnen, die geeignet waren, dem Stück als Form bildende und treibende Kräfte zu dienen“.
2006 veröffentlichte Achim Reichel die Hymne mit einem modernen Interpretation des Textes auf seiner LP Volxlieder.
Ein 16-teiliges Glockenspiel von 1938 an der Fassade am Ida-Ehre-Platz 12 spielt seit 2009 nach einem Brandschaden wieder drei Mal täglich die Hymne.

## Texte

### Urtext

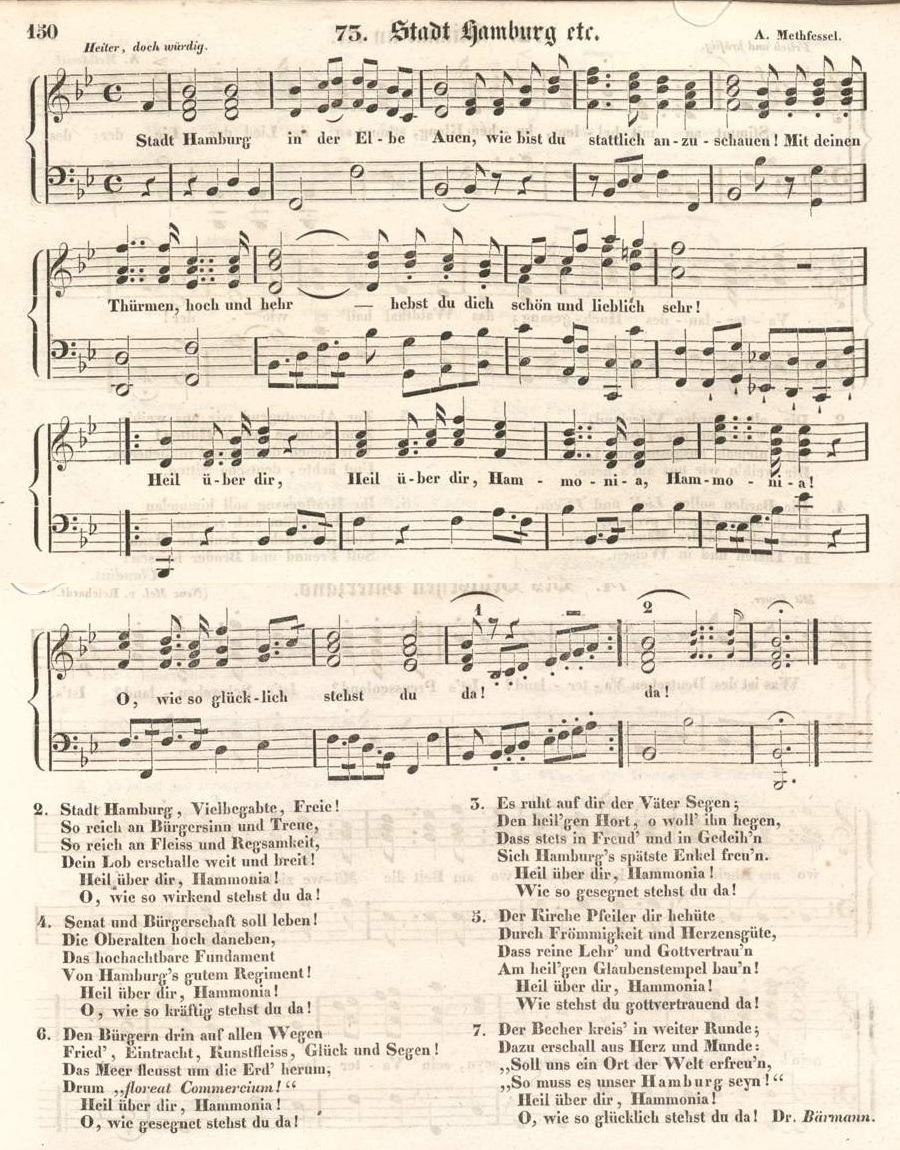
Stadt Hamburg, Druckfassung 1831

Orthographie, Interpunktion und Typographie entsprechen dem Erstdruck im Liederbuch der Liedertafel (Seite 130/131 das Lied 73. Stadt Hamburg etc.).
Stadt Hamburg etc.
Stadt Hamburg in der Elbe Auen,
Wie bist du stattlich anzuschauen !
Mit deinen Thürmen hoch und hehr
Hebst du dich schön und lieblich sehr !
Heil über dir, Heil über dir, Hammonia, Hammonia !
O wie so glücklich stehst du da !
Stadt Hamburg, Vielbegabte, Freie !
So reich an Bürgersinn und Treue,
So reich an Fleiss und Regsamkeit,
Dein Lob erschalle weit und breit !
Heil über dir, Heil über dir, Hammonia, Hammonia !
O wie so wirkend stehst du da !
Senat und Bürgerschaft soll leben !
Die Oberalten hoch daneben,
Das hochachtbare Fundament
Von Hamburg’s gutem Regiment !
Heil über dir, Heil über dir, Hammonia, Hammonia !
O wie so kräftig stehst du da !
Den Bürgern drin auf allen Wegen
Fried’, Eintracht, Kunstfleiss, Glück und Segen !
Das Meer fleusst um die Erd’ herum,
Drum „floreat Commercium!“
Heil über dir, Heil über dir, Hammonia, Hammonia !
O wie gesegnet stehst du da !
Es ruht auf dir der Väter Segen ;
Den heil’gen Hort, o woll’ ihn hegen,
Dass stets in Freud’ und in Gedeih’n
Sich Hamburg’s spätste Enkel freu’n.
Heil über dir, Heil über dir, Hammonia, Hammonia !
Wie so gesegnet stehst du da !
Der Kirche Pfeiler dir behüte
Durch Frömmigkeit und Herzensgüte,
Dass reine Lehr’ und Gottvertrau’n
Am heil’gen Glaubenstempel bau’n !
Heil über dir, Heil über dir, Hammonia, Hammonia !
Wie stehst du gottvertrauend da !
Der Becher kreis’ in weiter Runde ;
Dazu erschall aus Herz und Munde :
„Soll uns ein Ort der Welt erfreu’n,
So muss es unser H a m b u r g seyn !“
Heil über dir, Heil über dir, Hammonia, Hammonia !
O wie so glücklich stehst du da !

### Version von 1890
Ein gekürzter Text tauchte 1890 auf und wurde schnell populär.
Stadt Hamburg an der Elbe Auen
Stadt Hamburg an der Elbe Auen,
Wie bist du stattlich anzuschauen!
Mit deinen Türmen hoch und hehr
Hebst du dich schön und lieblich sehr. (Refrain)
Reich blühet dir auf allen Wegen
Des Fleißes Lohn, des Wohlstands Segen.
So weit die deutsche Flagge weht
In Ehren Hamburgs Name steht. (Refrain)
In Kampf und Not bewährt aufs Neue
Hat sich der freien Bürger Treue
Zur Tat für Deutschlands Ruhm bereit
Wie in der alten Hansezeit. (Refrain)
Der Becher kreis' in froher Runde
Und es erschall aus Herz und Munde
Gott wolle ferneres Gedeih’n
Der teuren Vaterstadt verleih’n. (Refrain)
Refrain:
Heil über dir, Heil über dir,
Hammonia, Hammonia!
O wie so herrlich stehst du da.
Unter Umständen werden nicht immer alle Strophen auch tatsächlich gespielt. Auch wird das so im Refrain gelegentlich weggelassen. Zudem besteht eine weitere Fassung der ersten Strophe (= dritte bekannte Textfassung):
Stadt Hamburg an der Elbe Auen,
wie bist du stattlich anzuschauen
mit deiner Türme Hochgestalt [alternativ: hoch Gestalt]
und deiner Schiffe Mastenwald.